# چیلتکو ماوی
چیلتکو ماوی (به لاتین: Trzylatków Mały) یک روستای لهستان در لهستان است که در Gmina Błędów واقع شده‌است.

## خصوصیات
چیلتکو ماوی ۸۰ نفر جمعیت دارد.